# 154 (álbum)
154 é o terceiro álbum de estúdio da banda de pós-punk inglesa Wire, lançado em 1979.
O álbum foi assim chamado porque o grupo tinha tocado em 154 concertos durante o seu lançamento.
Na continuação do Chairs Missing, 154 tem muito pouco a ver com o estilo Punk que podia ser ouvido nas músicas do álbum Pink Flag de 1977, deixando espaço para experimentos que criam um clima de introspecção, ajudado pela presença contínua de teclados e sintetizadores.
Pitchfork Media listou o álbum na posição 85 em sua lista de melhores álbuns da decada de 1970.

## Covers
Várias canções de 154 estão presentes no álbum tributo Whore : Tribute to Wire:
- My Bloody Valentine - Map Ref. 41°N 93°W
- Godflesh - 40 Versions
- Chris Connelly - A Mutual Friend
- Mike Watt - The 15th

## Faixas
1. « I Should Have Known Better » (Graham Lewis) – 3:51
2. « Two People in a Room » (Colin Newman, B. C. Gilbert) – 2:09
3. « The 15th » (Newman) – 3:04
4. « The Other Window » (Lewis, Gilbert) – 2:07
5. « Single K.O. » (Lewis) – 2:22
6. « A Touching Display » (Lewis) – 6:55
7. « On Returning » (Newman) – 2:05
8. « A Mutual Friend » (Lewis, Newman) – 4:26
9. « Blessed State » (Gilbert) – 3:28
10. « Once Is Enough » (Newman) – 3:23
11. « Map Ref. 41°N 93°W » (Lewis, Newman, Gilbert) – 3:36
12. « Indirect Enquiries » (Lewis, Newman) – 3:34
13. « 40 Versions" (Gilbert) – 3:27

## Pessoal
- Colin Newman – vocais, guitarra
- Graham Lewis – vocais, guitarra, baixo
- Robert Gotobed – bateria
- B. C. Gilbert - vocais, guitarra